# Color Dark Castle
Color Dark Castle è il primo titolo della serie di videogiochi a piattaforme Dark Castle distribuito dopo la cessione dei diritti sulla serie da Silicon Beach Software a Delta Tao Software. Si tratta di un remake per Mac OS dell'originale Dark Castle del 1986. Un remake del secondo capitolo, intitolato Return to Dark Castle, fu annunciato nel 2000, ma venne infine distribuito nel 2008 come titolo completamente nuovo.

## Differenze con la versione originale
Questa versione include una grafica migliorata e completamente a colori, e la sostituzione dell'acqua con della lava nei livelli Fireball 2 e Fireball 3. Viene inoltre introdotta la difficoltà "Novice" per i meno esperti, nella quale si possono saltare alcuni livelli, i nemici sono in numero inferiore e la meccanica di gioco è più semplice. Un'altra novità è la possibilità di salvare la partita. È stato inoltre aggiunto un livello segreto (portando quindi il numero totale a 15); è raggiungibile colpendo quattro specifici punti disseminati per tutto il gioco, senza perdere una vita.

## Il secondo remake e il sequel
Terminato il gioco, dopo i crediti, appare il messaggio "Watch out next year for Beyond Dark Castle", in riferimento all'annuncio di Delta Tao di un remake di Beyond Dark Castle interamente a colori. Il progetto venne però abbandonato a seguito dell'annuncio di Return to Dark Castle, sequel del secondo capitolo. Originariamente annunciato per il 2000, fu distribuito solo il 14 marzo 2008. È stato sviluppato da Delta Tao e Z Sculpt Entertainment.
Il porting dell'originale Dark Castle per cellulari, distribuito nel 2006, riprende alcune caratteristiche grafiche da Color Dark Castle.